# Amphipsylla apiciflata
Amphipsylla apiciflata är en loppart som beskrevs av Liu Quan, Xu Guisen et Li Zhongyuan 1988. Amphipsylla apiciflata ingår i släktet Amphipsylla och familjen smågnagarloppor. Inga underarter finns listade i Catalogue of Life.